# Servicio Bolivariano de Inteligencia Nacional
Servicio Bolivariano de Inteligencia Nacional, SEBIN är Venezuelas underrättelsetjänst. Skapad i mars 1969, som DISIP, Dirección Nacional de los Servicios de Inteligencia y Prevención av president Rafael Caldera.  Namnbytet skedde dock formellt juni 2010.

## Verksamhet
Nationellt verkar den för att säkra regimen och landets överlevnad. Den gör det genom att spionera på medborgarna, läsa deras brev, e-post och avlyssna telefonsamtal. De hjälper den nationella polisen verka mot förbrytare. 
Internationellt använder den sig av hackare, informationsagenter och andra för att främja Venezuelas regim. Man antas spionera på regimkritiker även utomlands. Men mer normal underrättelseverksamhet av typen inhämtning av information om andra länders regeringars hållning visavi den egna är nedprioriterad. SEBIN har två kommunikationssatelliter i bruk. 
SEBIN samarbetar med Dirección General de Contrainteligencia Militar, DGCIM som är landets militära antiunderättelsetjänst. De två motverkar i denna form andra länders underrättelseverksamhet i Venezuela.